# Almedina (Coimbra)
Almedina ist eine ehemalige Gemeinde in Portugal. Sie ist ein Ortsteil der Stadt Coimbra.

## Verwaltung
Die ehemalige Gemeinde (Freguesia) gehört zum Kreis (Concelho) von Coimbra. Die Gemeinde hatte eine Gesamtfläche von 1,01 km² und hatte 927 Einwohner (Stand 30. Juni 2011).
Im Zuge der administrativen Neuordnung in Portugal zum 29. September 2013 wurde Almedina mit den Gemeinden Sé Nova, Santa Cruz und São Bartolomeu zur neuen Gemeinde União das Freguesias de Coimbra (Sé Nova, Santa Cruz, Almedina e São Bartolomeu) zusammengeschlossen. Hauptsitz der neuen Gemeinde wurde Sé Nova. Die neue Gemeinde umfasst im Wesentlichen den historischen Ortskern Coimbras.